# Pterodactyloidea
A Pterodactyloidea (a görög πτερόν vagy pterón: "szárny" és δάκτυλος vagy dáctylos: "ujj" szavakból: "Szárnyasujjú") repülő őshüllők voltak, a  pteroszauruszok (Pterosauria) rendjének két alrendje közül a fejlettebb.
A középső jura kor idején jelentek meg. A Rhamphorhynchoidea alrendtől rövid farkuk és a szárnyaikat feszítő hosszú metacarpus (kézcsontok) különböztetik meg őket.
A legfejlettebb fajoknak nem voltak fogaik. Sok fajnak csonttaréj volt a fején, amely például a Nyctosaurus vagy a Tapejara nemek fején hatalmasra nőtt. A pterodactylusok, különösen az Azhdarchidae családba tartozók voltak az utolsó pteroszauruszok, mielőtt az egész rend kihalt a kréta időszak végén, a dinoszauruszokkal és a legtöbb tengeri hüllővel együtt.
A Pterodactyloidea nevet olykor kiterjesztően valamennyi pterosaurusra használják. A közismert Pterodactyloidea-nemek közé tartoztak például a Dsungaripterus, a Pteranodon és a Quetzalcoatlus.

## Taxonómiájuk
- Rend Pterosauria
  - Alrend Pterodactyloidea
    - Öregcsalád Ornithocheiroidea
      - Család Istiodactylidae
      - Család Ornithocheiridae
      - Család Pteranodontidae

    - Öregcsalád Ctenochasmatoidea
      - Cycnorhamphus
      - Feilongus
      - Pterodactylus
      - Család Ctenochasmatidae
        - Alcsalád Ctenochasmatinae
        - Alcsalád Gnathosaurinae

    - Öregcsalád Dsungaripteroidea
      - Germanodactylus
      - Herbstosaurus
      - Kepodactylus
      - Normannognathus
      - Tendaguripterus
      - Család Dsungaripteridae

    - Öregcsalád Azhdarchoidea
      - Család Lonchodectidae
      - Család Tapejaridae 
      - Thalassodromeus
      - Tupuxuara
      - Család Azhdarchidae
- Bizonytalan besorolású pterodactylusok (incertae sedis)
  - Araripesaurus
  - Mesadactylus
  - Puntanipterus
  - Santanadactylus